# تصوير الأوعية
تَصْويرُ الأَوعِيَة أو تصوير الشرايين (بالإنجليزية: Angiography)‏ هو تقنية تصوير طبية تُستخدم لتصور الأوعية الدموية وأعضاء الجسم من الداخل أو التجويف، مع الاهتمام بشكل خاص بالشرايين والأوردة وغرف القلب. يتم ذلك عادةً عن طريق حقن عامل تباين غير شفاف في الأوعية الدموية والتصوير باستخدام تقنيات تعتمد على الأشعة السينية مثل التنظير الفلوري.
تأتي الكلمة نفسها من الكلمات اليونانية ἀγγεῖον angeion، «إناء»، وgraphein، «كتابة» أو «تسجيل». يُطلق على فيلم أو صورة الأوعية الدموية تصوير الأوعية، أو بشكل أكثر شيوعًا تصوير الأوعية الدموية. على الرغم من أن الكلمة يمكن أن تصف كلاً من مخطط الشرايين وتصوير الوريد، إلا أنه في الاستخدام اليومي غالبًا ما يتم استخدام المصطلحين تصوير الأوعية الدموية وتصوير الشرايين بشكل مترادف، في حين يتم استخدام المصطلح الوريد بشكل أكثر دقة.
تم تطبيق مصطلح تصوير الأوعية على تصوير الأوعية بالنظائر المشعة وتقنيات تصوير الأوعية الدموية الأحدث مثل تصوير الأوعية بثاني أكسيد الكربون وتصوير الأوعية المقطعية وتصوير الأوعية بالرنين المغناطيسي. تم أيضًا استخدام مصطلح تصوير الأوعية بالنظائر، على الرغم من أنه يشار إليه بشكل صحيح باسم مسح الإرواء.

## التاريخ
طُوِّرت هذه التقنية لأول مرة في عام 1927 من قبل طبيب الأعصاب البرتغالي إيجاس مونيز في جامعة لشبونة لتوفير تصوير الأوعية الدماغية بالأشعة السينية المتباينة من أجل تشخيص عدة أنواع من الأمراض العصبية، مثل الأورام وأمراض الشرايين والتشوهات الشريانية الوريدية. مونيز معترف بها كشركة رائدة في هذا المجال. أجرى أول صورة وعائية دماغية في لشبونة في عام 1927، وأجرى رينالدو دوس سانتوس أول صورة للشريان الأبهر في نفس المدينة في عام 1929. في الواقع، طور البرتغاليون العديد من تقنيات تصوير الأوعية الحالية في جامعة لشبونة. على سبيل المثال، في عام 1932، أجرى لوبو دي كارفالو أول تصوير للأوعية الرئوية عن طريق البزل الوريدي للعضو الأعلى؛ في عام 1948 قامت سوزا بيريرا بأول رسم تجويفي. يمكن إرجاع تقنية الوصول الشعاعي لتصوير الأوعية إلى عام 1953، حيث قام إدواردو بيريرا بإدخال كانيولا في الشريان الكعبري أولاً لإجراء تصوير للأوعية التاجية. مع إدخال تقنية سيلدينغر في عام 1953، أصبح الإجراء أكثر أمانًا بشكل ملحوظ حيث لم تكن هناك حاجة إلى أجهزة تمهيدية حادة للبقاء داخل تجويف الأوعية الدموية.

## تقنية
اعتمادًا على نوع تصوير الأوعية الدموية، يتم الوصول إلى الأوعية الدموية بشكل شائع من خلال الشريان الفخذي للنظر إلى الجانب الأيسر من القلب وإلى نظام الشرايين؛ أو الوريد الوداجي أو الفخذ، للنظر إلى الجانب الأيمن من القلب والجهاز الوريدي. باستخدام نظام من أسلاك التوجيه والقسطرة، يتم إضافة نوع من عامل التباين (الذي يظهر من خلال امتصاص الأشعة السينية) إلى الدم لجعله مرئيًا في صور الأشعة السينية.
قد تكون صور الأشعة السينية الملتقطة إما ثابتة أو معروضة على مكثف الصورة أو فيلم أو صور متحركة. بالنسبة لجميع الهياكل باستثناء القلب، عادةً ما يتم التقاط الصور باستخدام تقنية تسمى تصوير الأوعية بالطرح الرقمي أو DSA. عادةً ما يتم التقاط الصور في هذه الحالة بمعدل 2-3 إطارات في الثانية، مما يسمح لأخصائي الأشعة التداخلية بتقييم تدفق الدم عبر وعاء أو وعاء. هذه التقنية «تزيل» العظام والأعضاء الأخرى بحيث يمكن رؤية الأوعية المليئة بعامل التباين فقط. يتم التقاط صور القلب بمعدل 15-30 إطارًا في الثانية، دون استخدام تقنية الطرح. نظرًا لأن DSA يتطلب من المريض أن يظل بلا حراك، فلا يمكن استخدامه على القلب. تتيح هاتان التقنيتان لأخصائي الأشعة التداخلية أو طبيب القلب رؤية تضيق (انسداد أو تضيق) داخل الوعاء الدموي مما قد يعيق تدفق الدم ويسبب الألم.
بعد اكتمال الإجراء، إذا تم تطبيق تقنية الفخذ، فإن موقع دخول الشرايين إما يتم ضغطه يدويًا أو إغلاقه أو خياطته لمنع حدوث مضاعفات.

## الاستخدامات

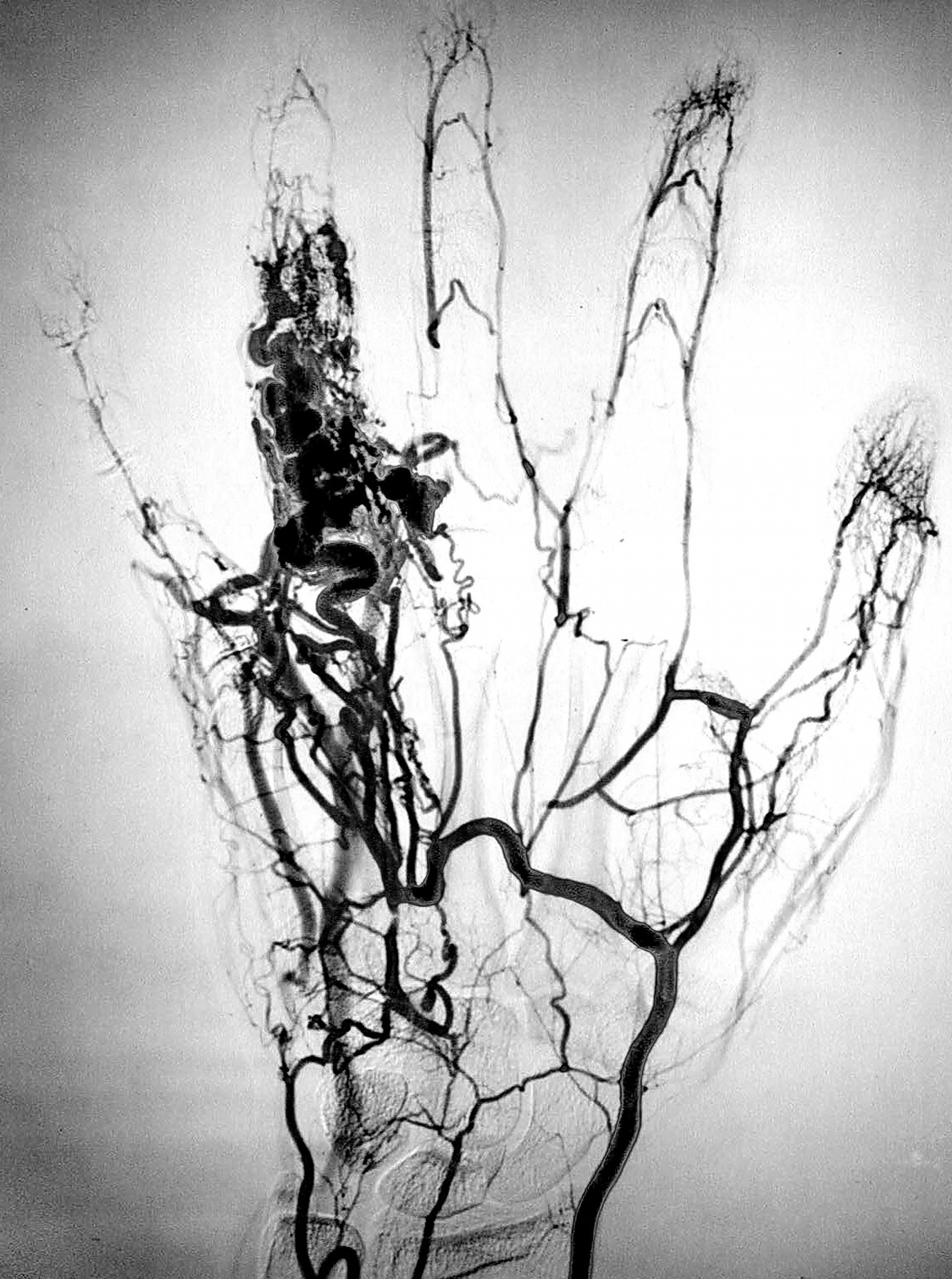
ورم وعائي يظهر على صورة الأوعية الدموية للإصبع

### تصوير الأوعية التاجية
أحد أكثر صور الأوعية الدموية شيوعًا هو تصوير الدم في الشرايين التاجية. يتم استخدام أنبوب طويل ورفيع ومرن يسمى القسطرة لإدارة عامل تباين الأشعة السينية في المنطقة المرغوبة المراد تصورها. يتم إدخال القسطرة في شريان في الساعد، ويتم دفع الطرف عبر نظام الشرايين إلى الشريان التاجي الرئيسي. تسمح صور الأشعة السينية لتوزيع التباين الإشعاعي العابر داخل الدم المتدفق داخل الشرايين التاجية بتصور حجم فتحات الشريان. وجود أو عدم وجود تصلب الشرايين أو تصلب الشرايين داخل جدران الشرايين لا يمكن تحديدها بشكل واضح.
يمكن لتصوير الأوعية التاجية تصوير تضيق الشريان التاجي، أو تضيق الأوعية الدموية. يمكن تحديد درجة التضيق من خلال مقارنة عرض تجويف الأجزاء الضيقة من الأوعية الدموية مع قطاعات أوسع من الوعاء الدموي المجاور.
للكشف عن مرض الشريان التاجي، يعد الفحص بالأشعة المقطعية أكثر إرضاءً من فحص التصوير بالرنين المغناطيسي. كانت الحساسية والنوعية بين التصوير المقطعي والتصوير بالرنين المغناطيسي (97.2 بالمائة و87.4 بالمائة) و(87.1 بالمائة و70.3 بالمائة) على التوالي. لذلك، يعد التصوير المقطعي المحوسب (التصوير المقطعي متعدد الشرائح بشكل أساسي) أكثر قبولًا، ومتاحًا على نطاق أوسع، وأكثر تفضيلًا من قبل المرضى، وأكثر اقتصادية. علاوة على ذلك، يتطلب التصوير المقطعي المحوسب فترة حبس أقصر من التصوير بالرنين المغناطيسي.

### تصوير الأوعية بالفلوريسين
تصوير الأوعية بالفلوريسين هو إجراء طبي يتم فيه حقن صبغة فلورية في مجرى الدم. تبرز الصبغة الأوعية الدموية في مؤخرة العين حتى يمكن تصويرها. غالبًا ما يستخدم هذا الاختبار لإدارة اضطرابات العين.

### تصوير الأوعية OCT
التصوير المقطعي البصري (OCT) هو تقنية تستخدم ضوء الأشعة تحت الحمراء القريبة لتصوير العين، ولاسيما اختراق شبكية العين لعرض البنية الدقيقة خلف سطح الشبكية. تصوير الأوعية بالتصوير المقطعي للترابط البصري (OCTA) هو طريقة تستخدم تقنية OCT لتقييم صحة الأوعية الدموية في شبكية العين.

### تصوير الأوعية الدقيقة
تصوير الأوعية الدقيقة يستخدم عادة لتصور الأوعية الدموية الدقيقة.

### تصوير الأوعية الدموية العصبية
إجراء تصوير وعائي شائع آخر بشكل متزايد هو الأوعية الدموية العصبية بواسطة تصوير الأوعية بالطرح الرقمي من أجل تصور الإمداد الشرياني والوريدي للدماغ. العمل تدخل مثل لفائف الانصمام من تمدد الأوعية الدموية والتشوهات الشريانية الوريدية يمكن أيضًا إجراء عملية الإلتصاق.

### تصوير الأوعية المحيطية
كما يتم إجراء تصوير الأوعية الدموية بشكل شائع لتحديد تضيق الأوعية في المرضى الذين يعانون من عرج أو تقلصات في الساق بسبب انخفاض تدفق الدم إلى أسفل الساقين والقدمين في المرضى الذين يعانون من تضيق كلوي (والذي عادة ما يسبب ارتفاع ضغط الدم) ويمكن استخدامه في الرأس لاكتشاف وإصلاح السكتة الدماغية. تتم كل هذه الإجراءات بشكل روتيني من خلال الشريان الفخذي، ولكن يمكن إجراؤها أيضًا من خلال الشريان العضدي أو الإبطي (الذراع). يمكن علاج أي تضيق يتم العثور عليه عن طريق استخدام رأب الوعاء بالبالون أو الدعامات أو استئصال العصيد.

### تصوير الأوعية بعد الوفاة بالتصوير المقطعي المحوسب للحالات الطبية القانونية
تصوير الأوعية بعد الوفاة بالتصوير المقطعي المحوسب للحالات الطبية هو طريقة تم تطويرها في البداية بواسطة مجموعة تشريح افتراضية. من هذا المشروع، تم تقييم الحلول المائية والزيتية.
بينما تتطلب المحاليل الزيتية معدات ترسيب خاصة لتجميع مياه الصرف، يبدو أن الحلول المائية تعتبر أقل إشكالية. كما تم توثيق المحاليل المائية لتعزيز تمايز الأنسجة المقطعية المحوسبة بعد الوفاة بينما المحاليل الزيتية لم تكن كذلك. على العكس من ذلك، يبدو أن المحاليل الزيتية لا تزعج سوى الحد الأدنى من التحليل السمي الناتج، في حين أن المحاليل المائية قد تعيق بشكل كبير التحليل السمي، مما يتطلب حفظ عينة الدم قبل تصوير الأوعية المقطعية بعد الوفاة.

## المضاعفات
بعد تصوير الأوعية الدموية، يمكن أن تسبب الصدمة المفاجئة ألمًا بسيطًا في منطقة الجراحة، ولكن عادةً لا تحدث النوبات القلبية والسكتات الدماغية، كما قد يحدث في جراحة المجازة. تحدث النوبة القلبية عندما يتم منع تدفق الدم إلى جزء من القلب، عادة بسبب جلطة دموية. بدون الدم المؤكسد، تبدأ عضلة القلب في الموت. السكتة الدماغية هي نوبة دماغية تقطع تدفق الدم الحيوي والأكسجين إلى الدماغ. تحدث السكتة الدماغية عندما يتم انسداد أو انفجار الأوعية الدموية التي تغذي الدماغ.

### تصوير الأوعية الدماغية
المضاعفات الرئيسية في تصوير الأوعية الدماغية كما هو الحال في تصوير الأوعية بالطرح الرقمي أو التصوير بالرنين المغناطيسي المتباين نادرة أيضًا ولكنها تشمل السكتة الدماغية أو رد الفعل التحسسي تجاه الأدوية الأخرى المخدرة أو وسيط التباين أو انسداد أو تلف أحد أوردة الوصول في الساق أو تجلط الدم وتشكيل الانسداد. يعتبر النزيف أو الكدمات في الموقع حيث يتم حقن التباين من المضاعفات البسيطة، كما يمكن أن يحدث نزيف متأخر ولكنه نادر الحدوث.

### مخاطر إضافية
ينتج وسيط التباين المستخدم عادةً إحساسًا بالدفء يستمر لبضع ثوانٍ فقط، ولكن يمكن الشعور به بدرجة أكبر في منطقة الحقن. إذا كان المريض يعاني من حساسية تجاه وسيط التباين، فلا مفر من حدوث آثار جانبية أكثر خطورة؛ ومع ذلك، مع عوامل التباين الجديدة، يكون خطر حدوث تفاعل شديد أقل من واحد من كل 80.000 فحص. بالإضافة إلى ذلك، يمكن أن يحدث تلف في الأوعية الدموية في موقع البزل/الحقن وفي أي مكان على طول الوعاء الدموي أثناء مرور القسطرة. إذا تم استخدام تصوير الأوعية بالطرح الرقمي بدلاً من ذلك، يتم تقليل المخاطر بشكل كبير لأن القسطرة لا تحتاج إلى أن تمر إلى الأوعية الدموية؛ وبالتالي تقليل فرص التلف أو الانسداد.

## روابط خارجية
- RadiologyInfo for patients: Angiography procedures
- Cardiac Catheterization from Angioplasty.Org
- C-Arms types Several types of C-Arms
- Angiography Equipment from Siemens Medical
- Cardiovascular and Interventional Radiological Society of Europe
- Coronary CT angiography by Eugene Lin